# Segerstads landskommun, Värmland
Segerstads landskommun var en tidigare kommun i Värmlands län.

## Administrativ historik
Kommunen inrättades i Segerstads socken i Grums härad i Värmland när 1862 års kommunalförordningar trädde i kraft den 1 januari 1863.
Vid kommunreformen 1952 uppgick den i Nors landskommun som 1971 uppgick i Karlstads kommun.

## Politik

### Mandatfördelning i Segerstads landskommun 1942-1946
| 7 | 8 |

| 15 |

| 6 | 6 | 3 |

| 15 |